# Белощёкая цапля
Белощёкая цапля (лат. Egretta novaehollandiae) — околоводная птица из семейства цаплевых.

## Описание
Длина тела 60 — 70 см. Вес до 550 грамм. Окраска преимущественно серая, с слегка синеватым оттенком. Горло, щеки и лоб белые. Клюв серо-чёрный. Шея длинная, тонкая. Ноги жёлтого цвета. Во время полета, темные перья крыла контрастируют с серым оперением туловища
Полет медленный, размеренный. Питается рыбой, насекомыми, амфибиями.
Период размножения с октября по декабрь. Гнездо обычно сооружается на дереве. В выводке обычно 3 — 4, изредка до 7 птенцов. Птенцы становятся самостоятельными через год после вылупления.

## Ареал
Австралазия, включая Новая Гвинея, Индонезия, Тасмания, Новая Каледония, Новая Зеландия, острова Торресова пролива. Встречается на побережьях, в заболоченных районах, на низменностях, затопляемых в половодье, в горах поднимается на высоты до 1500 м над уровнем моря.

## Галерея

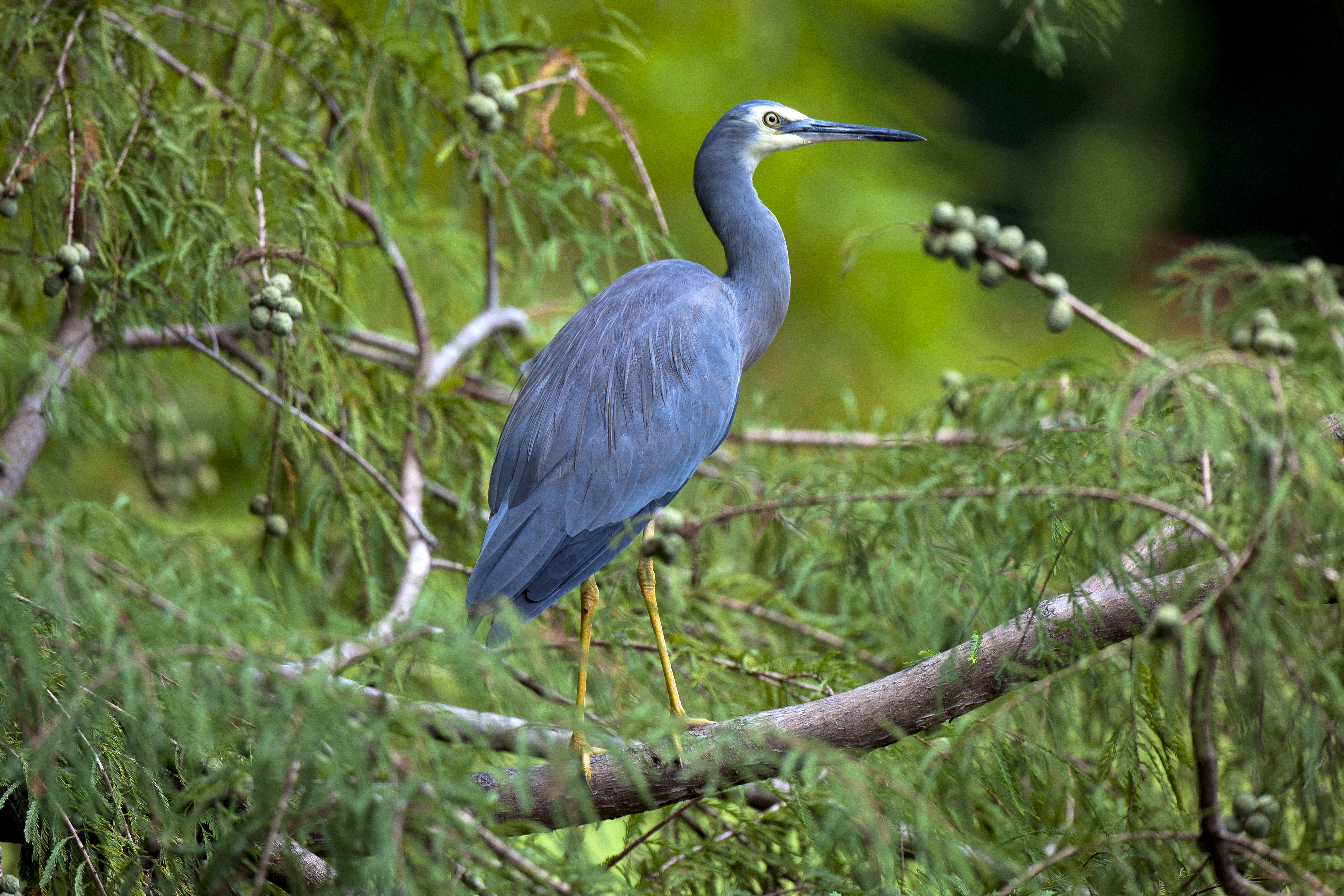
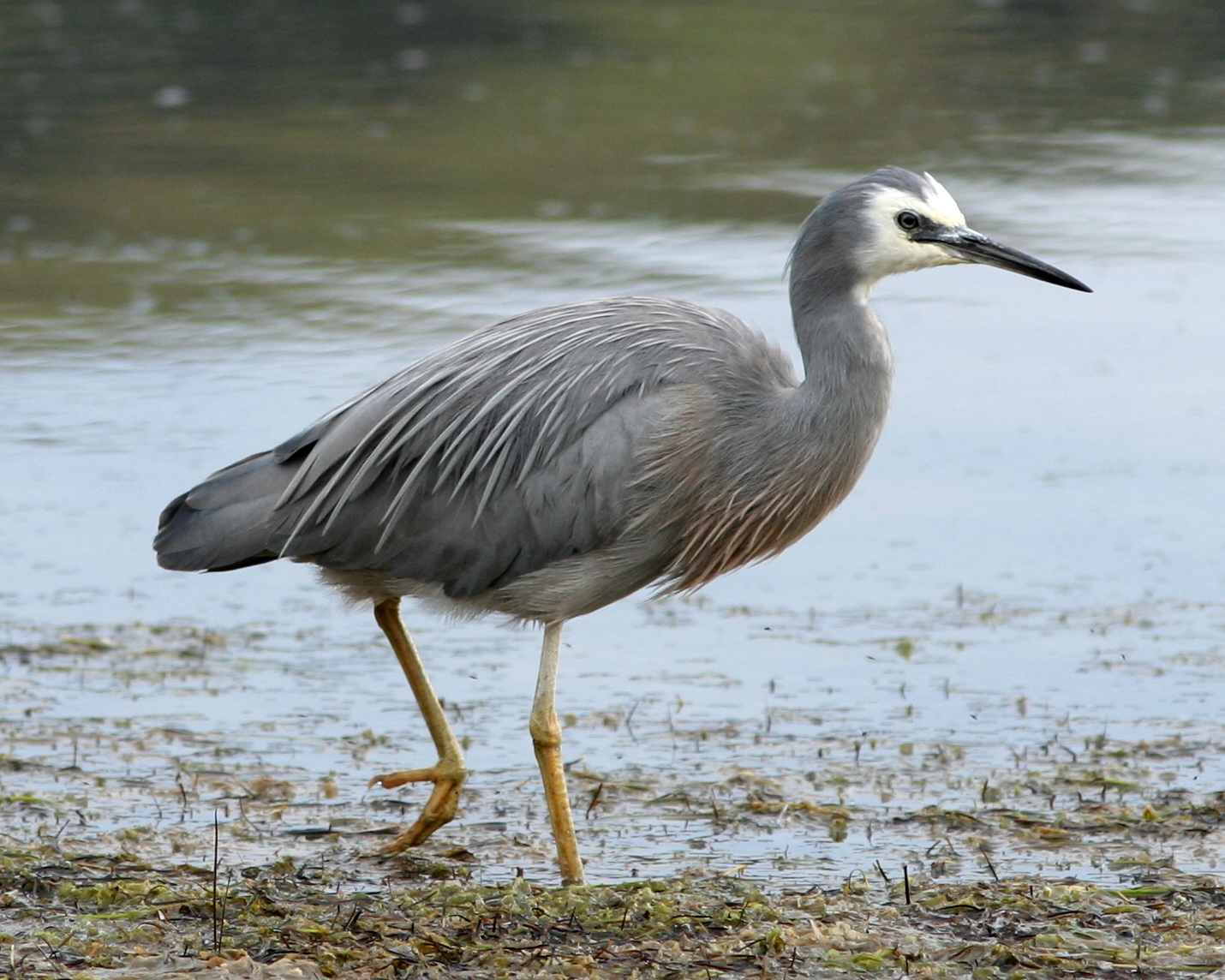
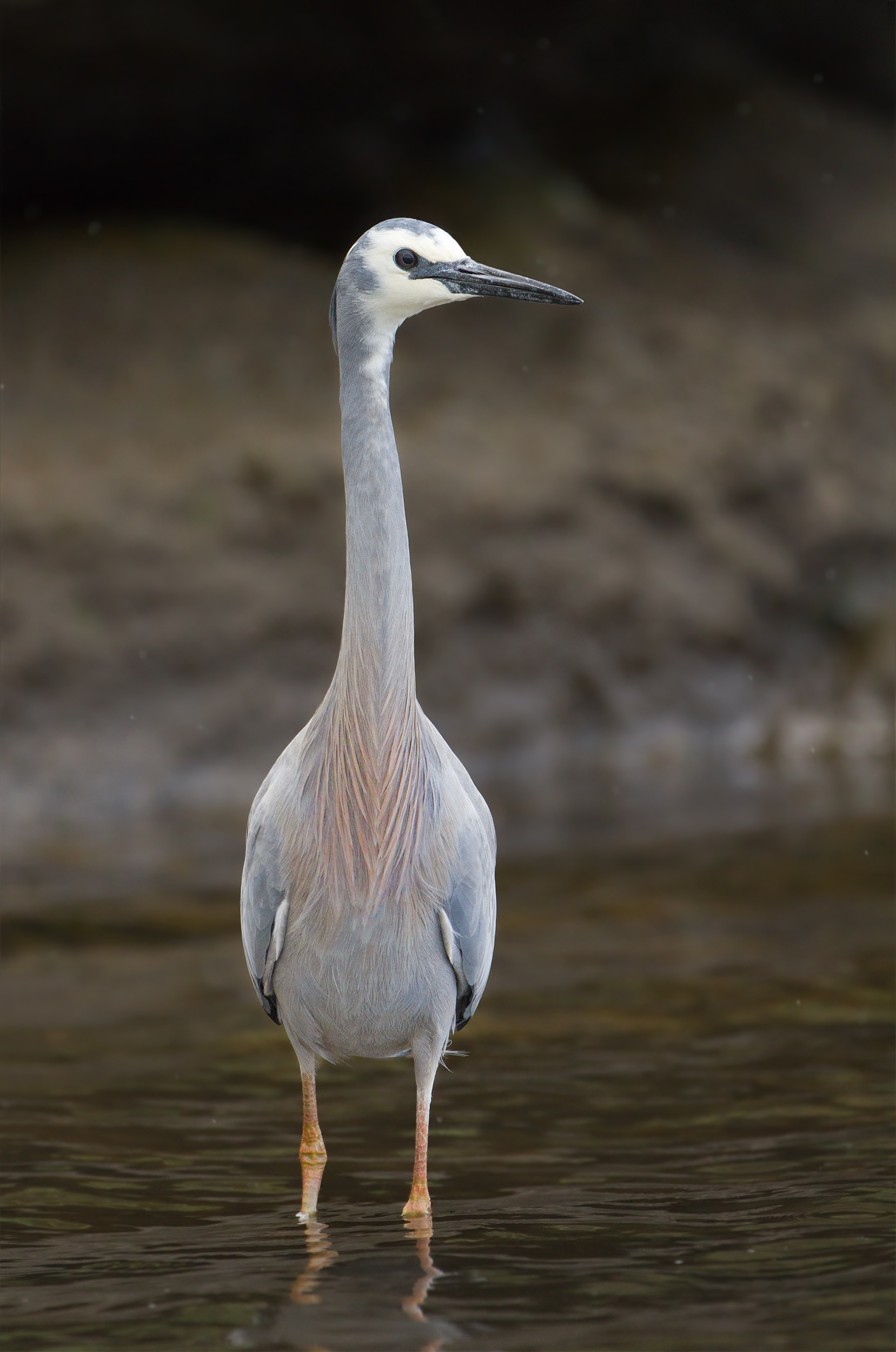
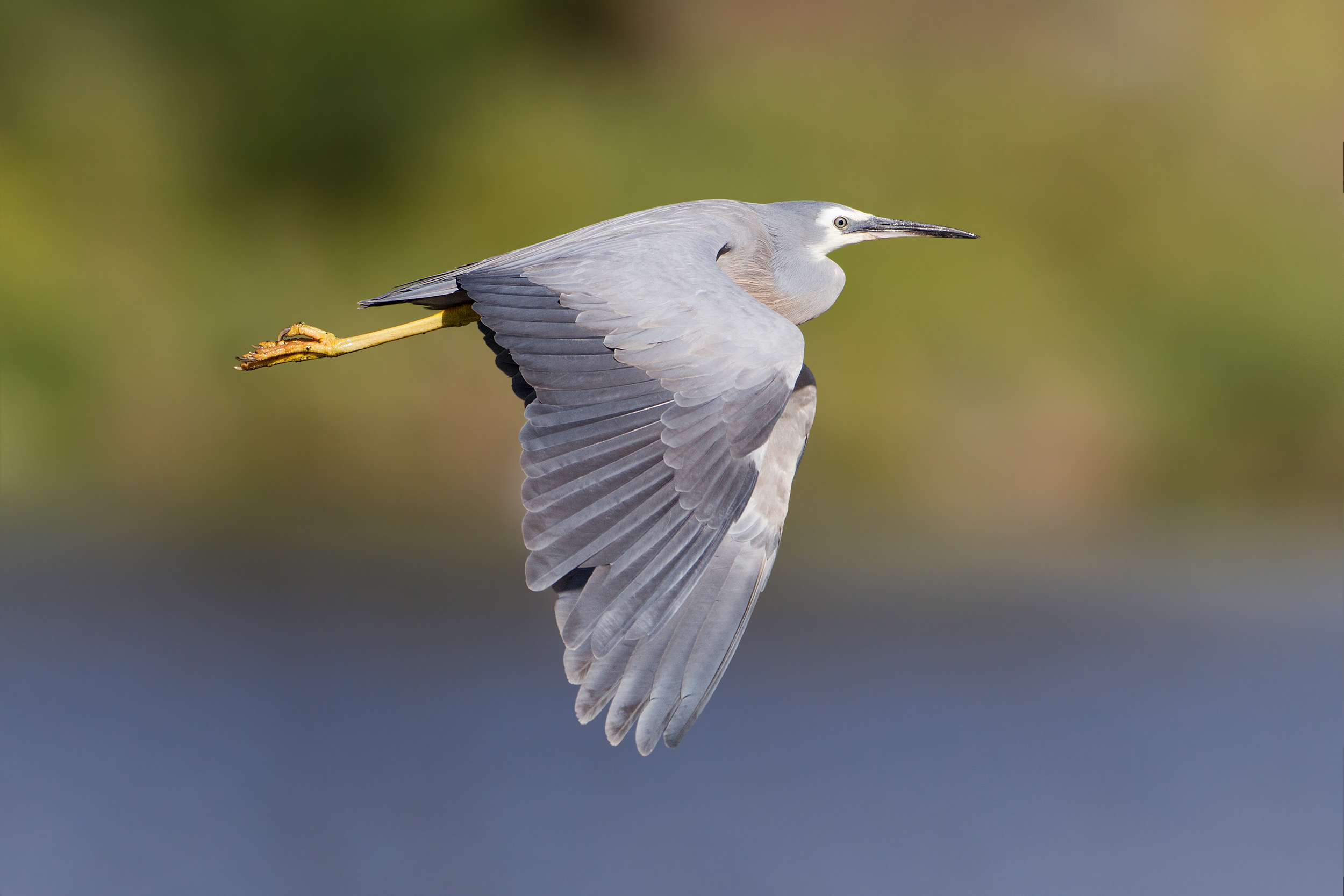

## Подвиды
- E. n. novaehollandiae Австралия
- E. n. parryi Австралия
- E. n. nana Новая Каледония
- E. n. austera